# Valldemosa
Valldemosa o Valdemosa (oficialmente en catalán: Valldemossa) es una localidad y municipio español situado en la parte occidental de la comarca de la Sierra de Tramontana, en la isla de Mallorca, comunidad autónoma de Islas Baleares. Cuenta con 2042 habitantes (INE 2021).

## Toponimia
Las alquerías, palabra de origen árabe, eran pequeñas comunidades rurales. Se cree que el origen del pueblo era una de estas alquerías fundadas en el valle por un noble árabe denominado Mussa o Muça, con los años Vall de Mussa se convertiría en el actual nombre del pueblo.
Ofrecen un encanto especial sus calles empinadas y estrechas. Se conserva en el pueblo la casa natal de Santa Catalina Tomás. Destaca también la iglesia del siglo XIII, muy reformada en el XVIII.

## Demografía
Valldemosa cuenta con una población de 2016 habitantes (INE 2024).
| Gráfica de evolución demográfica de Valldemosa entre 1842 y 2021 |
| |
| Población de derecho según los censos de población del INE. Población de hecho según los censos de población del INE.En estos censos se denominaba Valldemosa: 1842, 1857, 1860, 1877, 1887, 1897, 1900, 1910, 1920, 1930, 1940, 1950, 1960, 1970, 1981 y 1991. |

## Administración y política

### Gobierno municipal
| Periodo   | Nombre                | Partido | Partido                         |
| --------- | --------------------- | ------- | ------------------------------- |
| 1979-1983 | Joan Muntaner Marroig |         | Unión de Centro Democrático     |
| 1983-1985 | Joan Lladó Calafat    |         | Grup Independent de Valldemossa |
| 1985-1992 | Joan Muntaner Marroig |         | Unió Mallorquina                |
| 1992-2007 | Joan Muntaner Marroig |         | Partido Popular                 |
| 2007-2009 | Jaume Vila Mulet      |         | La Valldemossa que Volem        |
| 2009-2010 | Xisco Mulet Jiménez   |         | Unió Mallorquina                |
| 2010-2011 | Nadal Torres Bujosa   |         | Grup Independent de Valldemossa |
| 2011-2012 | Xisco Mulet Jiménez   |         | Convergència per les Illes      |
| 2012-2014 | Nadal Torres Bujosa   |         | Grup Independent de Valldemossa |
| 2014-2015 | Jaume Vila Mulet      |         | La Valldemossa que Volem        |
| 2015-act. | Nadal Torres Bujosa   |         | Grup Independent de Valldemossa |

| Partido político                                     | 2023  | 2023  | 2023       | 2019  | 2019  | 2019       | 2015  | 2015  | 2015       | 2011  | 2011  | 2011       | 2007  | 2007  | 2007       |
| Partido político                                     | %     | Votos | Concejales | %     | Votos | Concejales | %     | Votos | Concejales | %     | Votos | Concejales | %     | Votos | Concejales |
| Grup Independent de Valldemoss (GIV)                 | 45,86 | 498   | 6          | 45,69 | 514   | 5          | 43,45 | 491   | 6          | 32,35 | 361   | 4          | 15,58 | 175   | 1          |
| Partido Popular (PP)                                 | 29,65 | 322   | 3          | 25,69 | 289   | 2          | 19,65 | 222   | 2          | 32,89 | 367   | 4          | 42,39 | 476   | 4          |
| Partido Socialista de las Islas Baleares (PSIB-PSOE) | 22,38 | 243   | 2          | —     | —     | —          | —     | —     | —          | —     | —     | —          | —     | —     | —          |
| La Valldemossa que Volem (VqV)                       | —     | —     | —          | 21,51 | 242   | 2          | 28,76 | 325   | 3          | 22,22 | 248   | 2          | 26,98 | 303   | 3          |
| Convergència per les Illes (CxI)                     | —     | —     | —          | —     | —     | —          | —     | —     | —          | 11,11 | 124   | 1          | —     | —     | —          |
| Unió Mallorquina (UM)                                | —     | —     | —          | —     | —     | —          | —     | —     | —          | —     | —     | —          | 12,73 | 143   | 1          |

## Patrimonio

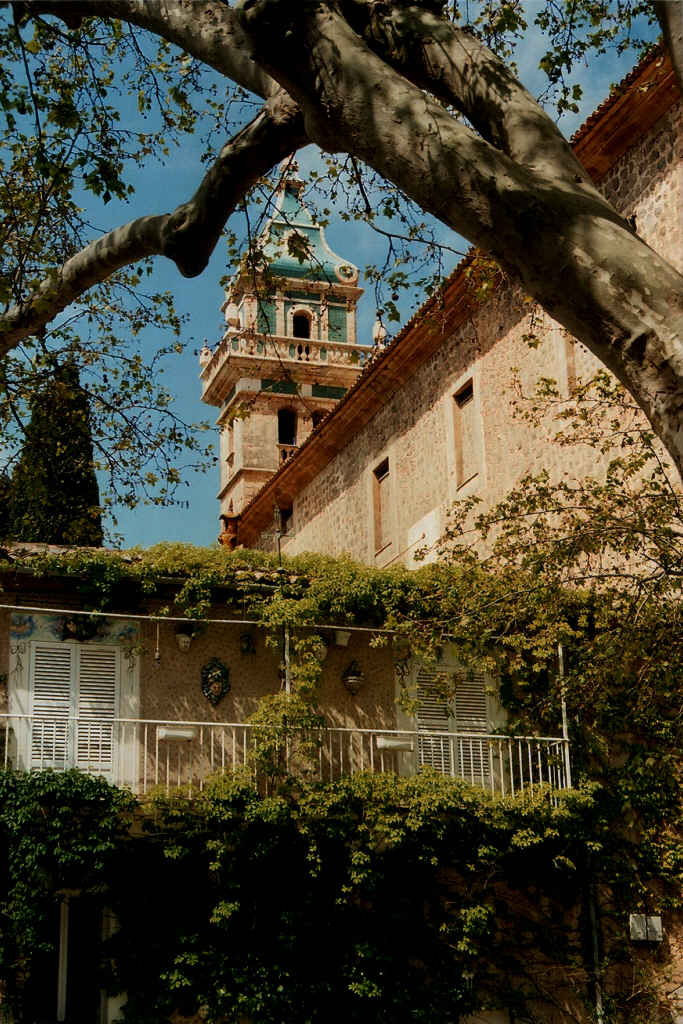
Torre de la iglesia

Su atracción principal es la Cartuja de Valldemosa y el recuerdo que en ella dejó en el invierno de 1838-39 la estancia de la pareja romántica integrada por Chopin y George Sand. Chopin compuso allí sus Preludios Op. 28 y Sand escribió Un invierno en Mallorca. 
Además de los ilustres huéspedes que fueron Chopin y George Sand, en la Cartuja pasaron temporadas personajes de la talla de Rubén Darío, Jorge Luis Borges, Jovellanos, Santiago Rusiñol y otros muchos. En el siglo XX se afincó en el pueblo el pintor Josep Coll i Bardolet.
Hoy residen en Valdemosa pintores de renombre, como por ejemplo Nils Burwitz, Bruno Zupan o Claudio Torcigliani.
A 5 km de dicha localidad está Miramar, antigua residencia del Archiduque Luis Salvador de Austria. Miramar es famoso porque allí instaló Nicolás Calafat la primera imprenta que hubo en la isla. También Ramon Llull creó el primer colegio de lenguas orientales.
Interesantes son también la ermita y el puerto.
El actor Michael Douglas y la actriz Catherine Zeta-Jones tienen una finca costera cerca de Valldemossa.

## Ciudades hermanadas
- Campdevánol, España
- Almenno San Salvatore, Italia